# BRAVIA
BRAVIA é uma gama de televisores LCD, LED e OLED da Sony. O nome BRAVIA é um acrônimo de "Best Resolution Audio Visual Integrated Architecture", que em português significa Arquitectura Integrada Audio-Visual de Melhor Resolução.

## Tecnologias de Imagem
- Bravia Engine/Ex/Pro -
- 3LCD -
- SXRD -
- Live Colour Creation -

## Modelos
Linha 2007/2008

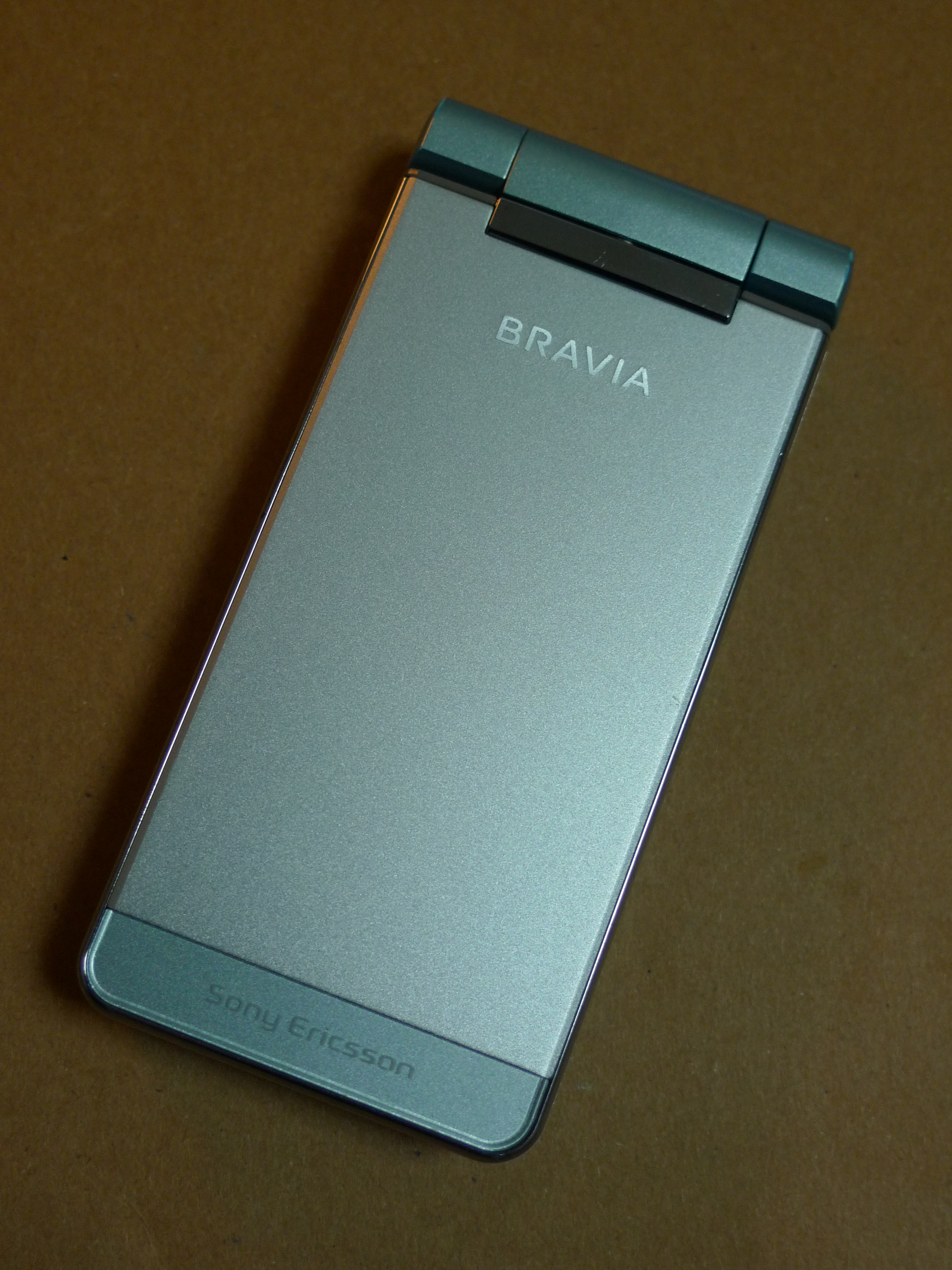
Celular Sony Ericsson com televisão 1seg da série Bravia.

- Série XBR - Full HD (1920 x 1080 linhas)
- Série W - Full HD (1920 x 1080 linhas)
- Série S - 720P (1366 x 768 linhas)

Linha 2008/2009
- Série Z - Full HD (1920 x 1080 linhas)
- Série W - Full HD (1920 x 1080 linhas)
- Série V - Full HD (1920 x 1080 linhas)
- Série S - Full HD (1920 x 1080 linhas)
- Série M - 720P (1366 x 768 linhas)
- Série L - 720P (1366 x 768 linhas)
- Série NL - 720P (1366 x 768 linhas)